# Deuxième livre de madrigaux (Carlo Gesualdo)
Pour les articles homonymes, voir Deuxième livre de madrigaux.
Le deuxième livre de madrigaux (titre original en italien, Madrigali del principe di Venosa, a cinque voci, libro secondo) est un recueil de 14 madrigaux à cinq voix (dont six en deux parties) composés par Carlo Gesualdo en 1594 lors de son séjour à Ferrare. 
À la différence du premier livre, Gesualdo  ne fait appel qu'à trois auteurs pour les textes Le Tasse pour quatre poésies, Giovanni Battista Guarini, et Orsina Cavalletta poétesse de Ferrare, pour une poésie chacun, ainsi qu'en grande majorité des auteurs anonymes.

## Histoire
L'histoire du deuxième livre de madrigaux de Carlo Gesualdo se confond avec celle du premier livre, le contexte situant le recueil à l'époque des noces de Gesualdo avec sa seconde épouse Leonora d'Este. Il y eut une confusion dans l'ordre de publication des deux premiers livres de madrigaux, dû au fait que le deuxième livre avait été publié en premier. Afin de préserver son rang de prince qui l’empêchait de publier lui-même ses madrigaux, Gesualdo le fit éditer sous le pseudonyme de Giuseppe Piloni par l'intermédiaire du compositeur et organiste Scipione Stella, qui le fait imprimer avec le premier livre, par Vittorio Baldini, l'imprimeur de la maison d'Este.

## Effectif vocal
Les madrigaux sont composés pour cinq voix, à savoir le canto qui correspond à la voix supérieure, souvent tenue dans les interprétations modernes par une soprano, la deuxième voix,  l'alto (mezzo-soprano, contralto, ou contre-ténor), ensuite le tenore (ténor), le basso (basse), et le quinto. Cette dernière partie, n'équivaut pas à une tessiture précise, mais pouvait être chantée par une deuxième soprano, alto ou ténor selon les madrigaux, on désignait cette partie dans les traités musicaux du XVIe siècle sous la dénomination de vox vagans, signifiant « voix errante ».

## Les madrigaux
1. Caro, amoroso neo – 1e partie (Tasso) 
 Ma se tale ha costei – 2e partie (Tasso)
2. Hai rotto e sciolto e spento
3. Se per lieve ferita – 1e partie 
 Che sentir deve il petto moi che langue – 2e partie
4. In più leggiadro velo
5. Se così dolce e il duolo – 1e partie (Tasso) 
 Ma se avvera ch’io moia – 2e partie
6. Se taccio, il duol s'avanza (Tasso)
7. O com'è gran martire – 1e partie (Guarini) 
 O mio soave ardore – 2e partie (Guarini)
8. Sento che nel partire
9. Non è questa la mano – 1e partie (Tasso) 
 Ne tien face o saetta – 2e partie (Tasso)
10. Candida man qual neve agli occhi offerse
11. Da l’odorate spoglie – 1e partie (Cavaletta) 
 E quell’arpa felice – 2e partie (Cavaletta)
12. Non mai non cangerò
13. All'apparir di quelle luci ardenti
14. Non mi toglia il ben mio

## Éditions
Le second livre de madrigaux connut plusieurs réimpressions, du vivant de son auteur. Comme pour tous les livres de madrigaux de Gesualdo, chacune des cinq voix était publiée séparément, ce qui faisait cinq cahiers par livre de madrigaux. Après la première édition de Ferrare, par Vittorio Baldini en 1594, il est réédité à Venise en 1603, 1607 et 1616. Cette dernière édition inverse les deux livres, ainsi le premier livre devient le deuxième et vice versa. 
En 1613, après la mort du compositeur, l'édition de l'imprimeur Giuseppe Pavoni, supervisée par le maître de chapelle Simone Molinaro, a la particularité de réunir les cinq parties vocales dans un seul livre. Cette édition servit de base aux éditions modernes publiée depuis, notamment dans l'ordre des madrigaux. L'édition moderne du second livre fut comprise dans la publication de l'édition intégrale des œuvres de Gesualdo, de Wilhelm Weismann et Glenn Watkins, publiée dans la collection Deutscher Verlag für Musik en 1957-1967.

## Partition
- Don Carlo Gesualdo di Venosa, Sämtliche Werke : II : Madrigale, 2. Buch. Édité par Wilhelm Weismann et Glenn Watkins. coll. Deutscher Verlag für Musik, Hambourg,  édition Breitkopf & Haertel, 1957-1967.

## Discographie
- Libro II de madrigali a cinque voci, Quintetto vocale italiano, direction Angelo Ephrikian. Arcophon ARCO-664 1969 , (réédition: Rivo Alto CRA 89122 1993);
- Don Carlo Gesualdo: Madrigali Libro 2, Kassiopeia Quintet, Globe 5222 2003;
- Carlo Gesualdo, madrigali libri I-III, Gesualdo Consort Amsterdam, direction Harry van der Kamp. CPO 777 138-2. 2005;
- Madrigals, Book 2, Delitiae Musicae, direction Marco Longhini. Naxos 8.570549 2010.